# Виммер, Йозеф (хоккеист)
Йозеф Виммер (чеш. Josef Vimmer; 22 мая 1939, Кладно, Чехословакия) — чехословацкий тренер и хоккеист, нападающий. Известен по выступлениям за клуб «Кладно». Лучший бомбардир чемпионата Чехословакии 1962 года (38 шайб).

## Биография
Йозеф Виммер родился 22 мая 1939 года в Кладно. Долгое время помимо хоккея играл в футбол. В 1957 году дебютировал в чемпионате Чехословакии за родной клуб «Кладно». С 1958 по 1960 год Виммер проходил воинскую службу, выступая за армейский клуб «Дукла Йиглава». В 1960 году вернулся в «Кладно», за который играл до 1973 года. За «Кладно» всего провёл 752 матча, забил 659 голов (в том числе в чемпионатах Чехословакии 446 игр, 289 шайб). В чемпионатах Чехословакии всего забил 316 голов. В 1962 году стал лучшим бомбардиром Чехословацкой лиги, забросив 38 шайб.
После окончания игровой карьеры тренировал «Кладно». В 1980 году вместе с Франтишеком Поспишилом привёл «Кладно» к победе в чемпионате Чехословакии. С 1985 по 1991 год работал с юниорской сборной Чехословакии, с которой в 1988 году завоевал золото чемпионата Европы. Также работал тренером в немецких клубах «Бад Тёльц» и «Вильгельмсхафен» и чешской команде «Бероуншти медведи».
Является членом зала славы хоккея Кладно.

## Достижения

### Игрок

#### Командные
Бронзовый призёр чемпионата Чехословакии 1972

#### Личные
- Лучший бомбардир чемпионата Чехословакии 1962

### Тренер
Чемпион Чехословакии 1980
 Чемпион Европы среди юниоров 1988